# Seleniu
Seleniul este un element chimic nemetalic cu numărul atomic 34 și simbolul chimic Se. A fost descoperit de către Berzelius în 1817 și studiat mai departe de către alți cercetători ce-l găsesc în roci, seleniul în timp devine unul din importantele minerale care sunt răspunzătoare de o bună funcționalitate a organismului uman, respectiv animal.

## Protecție
În cantități mari, se produce otrăvirea cu seleniu ce se manifesta printr-un prurit rebel și prin apariția de ulcere pe piele. Originea numelui este din cuvântul grecesc Selênê (luna).

## Proprietăți
Din punct de vedere chimic, seleniul este foarte apropiat de sulf, căruia îi seamănă foarte mult (se află și în aceeași grupă din sistemul periodic), astfel încât seleniul va putea împrumuta uneori sistemele enzimatice sau de transport ale sulfului.

## Utilizare
Seleniul se folosește în celule fotoelectrice, camere de filmat, la redresarea curentului electric, copiatoare etc. Seleniul pur își crește conductivitatea de o mie de ori atunci când este mutat de la întuneric la lumina solară puternică, lucru care îl face utilizat la construirea luxmetrelor.

## Obținere
Seleniul se obține din rafinarea plumbului, cuprului și nichelului.

## Chimie

### Compuși calcogeni
- Sărurile( ex seleniat de mercur ) au utilizare în laboratoarele de analize medicale, iar sarea menționata se folosește la dozarea azotului total din sânge( respectiv ser).Alte săruri:(Ag2SeO3);(Na2SeO3);
- H2Se - selenură de hidrogen;
- Acidul selenic: H2SeO4-se formează prin reacția SeO2 + H2O2 → H2SeO4. Acest acid, la temperatură fierbinte, poate topi aurulul, formând seleniat de aur.
- Acidul selenios: Se formează prin SeS2 + 3H2O→H2SeO3 + 2H2S

3 Se + 4 HNO3 → 3 H2SeO3 + 4 NO
- Oxizi: Seleniul formează trei oxizi: bioxid de seleniu (SeO2) și trioxid de seleniu (SeO3), care, spre deosebire de trioxidul de sulf, este o substanță instabilă.

Se8 + 8O2 → 8SeO2
- disulfura de seleniu: Acidul selenios reacționează cu anhidrida selenioasă și rezultă disulfura de seleniu.

### Compuși halogeni
- Hexafluoridul de seleniu: Acesta este toxic și iritant pentru plămâni. Se formează prin reacția dintre fluor și seleniu după schema:

Se8 + 24 F2 → 8 SeF6 
- SeF4, SeCl, SeCl4 și SeBr. SeCl2 este un important halogen de seleniu, deoarece este utilizat în chimie, pentru studierea seleniului.

### Selenide
Ca și elementele din grupa a VI-a principală -oxigenul și sulful-, seleniul formează cu metalele substanțe numite selenide.
De exemplu, selenid de aluminiu: 3 Se8 + 16 Al → 8 Al2Se3
Alte exemple: selenidul de mercur (HgSe), selenidul de plumb (PbSe)și selenidul de zinc (ZnSe). Un important selenid este diselenidul de cupru, indiu și galiu (Cu(Ga,In)Se2), un semiconductor.

### Alți compuși
- Tetranitride tetraseleniu (Se4N4)este un compus portocaliu exploziv, similar și analog cu tetranitridul de tetrasulf.
- Seleniul mai reacționează cu cianurile și formează seleniocianații; de exemplu:

8 KCN + Se8 → 8 KSeCN

## Izotopi
Seleniul are șase izotopi naturali, din care cinci sunt izotopi stabili: 74Se, 76Se, 77Se, 78Se, și 80Se. Totuși, ultimele trei încep să apară ca produse de fisiune, împreună cu 79Se, care are efectiv un timp de înjumătățire de 327 000 ani.